# Det levande slottet
Det levande slottet (japanska: ハウルの動く城?, Hauru no ugoku shiro, 'Haurus rörliga slott'), engelsk titel Howl's Moving Castle, är en japansk animerad film från 2004. Filmen regisserades av Hayao Miyazaki och producerades på Studio Ghibli. Historien baseras på Diana Wynne Jones bok Trollkarlens slott, men det finns stora skillnader mellan filmen och boken. Jones har dock sagt att hon älskar filmen. På Oscarsgalan 2006 nominerades filmen för bästa animerade film men förlorade mot Wallace & Gromit: Varulvskaninens förbannelse.

## Handling
Det levande slottet handlar om den unga hattmakerskan Sofie, som blir förvandlad till en gammal kvinna av Ödehäxan. Ödehäxan lägger även en förbannelse över Sofie så att hon inte ska kunna berätta för någon att hon har blivit förtrollad. När Sofie ger sig iväg för att finna hjälp eller botemedel stöter hon på ett förtrollat slott som går av sig själv, och oinbjuden går Sofie in. I det levande slottet bor pojken Mike, elddemonen Calcifer och husets ägare, trollkarlen Hauru. Sofie flyttar in hos dem som deras städerska. Det är början på en annorlunda resa, i ett slott som går på spensliga kycklingben.

## Rollfigurer
- Sofie (japanska: ソフィー Sofii?) ♀, 18/92 år

(japansk röst: Chieko Baisho, svensk röst: Vanna Rosenberg)
- Howl/Hauru (japanska: ハウル; engelska: Howl?) ♂, 31 år

(Takuya Kimura, Kim Sulocki)
- Ödehäxan ♀, 68 år

(Akihiro Miwa, Siw Malmkvist)
- (fru) Suliman ♀

(Haruko Katō, Pernilla August)
- Calcifer (japanska: カルシファー Karushifaa?)

(Tatsuya Gashuin, Johan Ulveson)
- Mike (japanska: マルクル Marukuru; engelska: Markl?) ♂

(Ryūnosuke Kamiki, Emil Smedius)
- Lettie ♀

(Yayoi Kazuki, Cornelia Dahlgren)
- fru Hatter ♀

(Lizette Pålsson)
- herr Kålrot ♂

(Yō Ōizumi, Linus Wahlgren)
Övriga svenska röster görs av Mattias Knave, Louise Raeder, Annica Smedius och Johan Hedenberg.
Källor: (japansk röst), (svensk röst), (figurfakta), (åldrar)

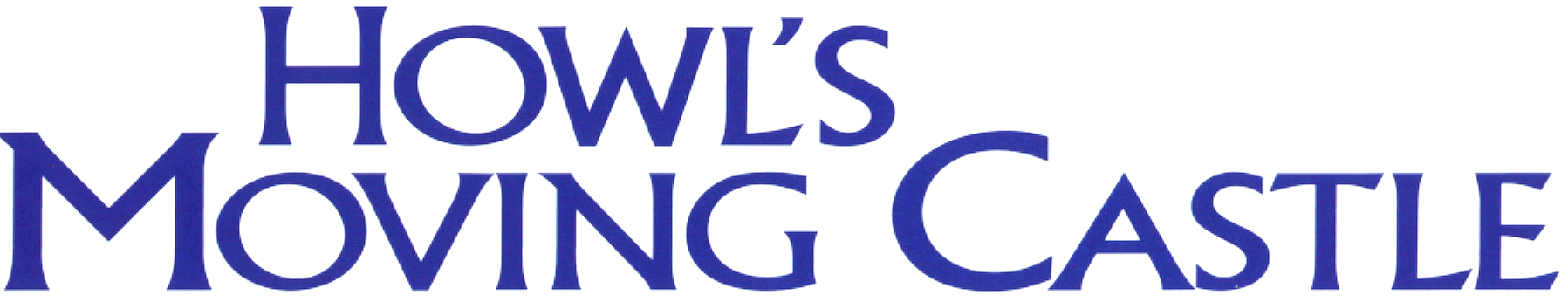
Filmens engelskspråkiga titel.

Filmens franska titel.

## Produktion och distribution

### Produktionsfakta
- Originaltitel – ハウルの動く城 (Hauru no ugoku shiro)
- Ursprungspremiär – 20 november 2004
- Längd – 119 minuter
- Baserad på – Howl's Moving Castle av Diana Wynne Jones
- Manus och bildmanus (storyboard) – Hayao Miyazaki
- Musik – Joe Hisaishi, Yōmi Kimura
- Foto – Atsushi Okui
- Animationsledare – Akihiro Yamashita, Takeshi Inamura, Kitarō Kōsaka
- Konstnärlig ledare – Yozi Takeshige, Noboru Yoshida
- Exekutiv producent – Toshio Suzuki
- Distributör – Tōhō

Källor: , 

### Distribution
Filmen var privatfilm från Japan.. Filmen distribuerades i Sverige av Triangelfilm.